# Гимнасии Приазовья
Гимнасии Приазовья — античные спортивно-образовательные учреждения в Фанагории, Танаисе, Горгиппии и некоторых других городах (должности руководителей гимнасий и учителей там в различных надписях упоминаются). Руководителями школ физического воспитания были гимнасиархи, а непосредственными учителями гимнастики — педотрибы. Существование этих должностей в Северном Причерноморье подкреплено многими эпиграфическими памятниками.

## Античный спорт Приазовья и Причерноморья
В античную эпоху состязания юношей и мужчин являлись важной частью общественной жизни городов и поселений округи российского Приазовья. Наряду с единым экономическим и культурным пространством античного региона от низовьев Танаиса (Дона) до поселений в районе нынешнего Сочи было и единое спортивное пространство. Образы мифологических героев, основателей и участников античных Игр — Ахилла, Геракла, Гермеса, Аполлона, Одиссея и других, воплощены в многочисленных памятниках искусства, находимых археологами при исследовании городищ и некрополей юга России. Это документальные свидетельства теснейшей связи Восточного Причерноморья с историей состязательной культуры Древней Греции. Обнаружены панафинейские амфоры — награда участников в Играх в Афинах.
Известны Причерноморью и эфебии — государственные школы, в которых юноши, начиная с 18 лет, проходили одно- или двухгодичный курс учёбы, связанный с воинской подготовкой. Это подтверждает надпись из Фанагории в честь Агафа, сына Саклея, среди других его должностей упоминается работа косметом — главой и руководителем эфебия.
Содержание физического воспитания по образцу эллинов включало палестрику (спортивные упражнения в более узком понимании этого слова — пентатлон, кулачный бой, плаванье и т. п.), орхестрику (упражнения в акробатике, обрядовых, ритуальных и боевых танцах), игры (подвижные, с мячом и т. п.).
Проводились состязания для юных атлетов — они обычно были посвящены Гераклу и Гермесу, которые считались покровителями гимнасиев, палестр (школ борьбы) и молодых атлетов. Но были и состязания, посвящённые другим олимпийским богам и героям. Это Ахиллеи — в честь Ахилла — в Ольвии; Аполлонии — в честь Аполлона — в Ольвии и городах Боспорского царства; Гермеи — в честь Гермеса — в Ольвии, Херсонесе, Горгиппии; и, вероятно, многие другие на сегодня ещё не известные состязания.
В программу входили: бег на один стадий, двойной бег, бег на длинную дистанцию, борьба, кулачный бой, прыжки в длину, метание дротика, копья, диска, стрельба из лука, конные соревнования и другие.
Атлеты из Северного Причерноморья также принимали участие в общеэллинских состязаниях. таких как: Панафинеи и Анакии в Афинах, Пифийские игры в Дельфах и многих других. Об этом свидетельствуют археологические, эпиграфические и нумизматические источники.

## Гимнасии Приазовья и Северного Причерноморья
Из античных гимнасий на землях России и её соседей наибольшее внимание привлекает гимнасия Ольвии, существовавшая с V века до н. э. Хотя немало интересных памятников гимнасического воспитания оставила и округа античного российского Приазовья.
Прямые артефакты свидетельствуют о проведении Игр в античных городах на территории России: на мраморной стеле из раскопок в Горгиппии (Анапа) высечено около трёхсот имён победителей состязаний, проводившихся в древнем городе. Горгиппийский каталог — выдающийся памятник спортивной культуры античной эпохи России незаслуженно забытый.
Гимнасии Приазовья были, как и в других местах, вторыми после храмов по значению центрами общественной жизни. Наиболее крупные города имели несколько гимнасиев для разных возрастных групп. В Фанагории здание гимнасия являлось крупнейшим общественным сооружением и непрерывно существовало на одном и том же месте в течение нескольких столетий, начиная с IV века до н. э. Перед зданием находился школьный двор, по периметру окружённый портиком с колоннадой — классическая планировка гимнасиев и палестр. На стелах из раскопок Танаиса и Гермонассы высечены десятки имён гимнасиархов — воспитателей юношества. В античности гимнасиарх был управителем всей жизни гимнасия, наблюдал за обучением и воспитанием юношества, организацией соревнований и т. д.
В посвятительных надписях, найденных археологами при раскопках Танаиса, в почётном реестре должностных лиц имена гимнасиархов упоминаются неоднократно. Вот некоторые из них: Менофил, сын Христиона, Басилид, сын Феоника, Фиагар, сын Антисфена, Балодий, сын Деметрия, Макарий, сын Мастуса… Обширна география находок стригилей — металлических скребков, которыми атлеты после состязаний счищали с себя масло, пот и песок. Несколько стригилей из раскопок в Горгиппии выполнены как парадная торжественная награда, их бронзовая поверхность покрыта золотом, а рукояти орнаментированы эмалевыми вставками. Бронзовый стригил держит в правой руке Силен из Танаиса. Стригил из Тамани отлит целиком из бронзы, на внутренней стороне ручки — клейма. Немало выявлено керамических сосудов — арибаллов, лекифов — непременных спортивных принадлежностей атлетов античного времени.
Археологическое открытие гимнасия в Фанагории связано с именем Владимира Дмитриевича Блаватского (1899—1980). Под руководством В. Д. Блаватского и А. П. Смирнова систематические исследования Фанагории и её некрополей начаты с 1936 года. В довоенные годы на западной окраине города, на раскопе «город А» было открыто монументальное здание типа гимнасия, относящееся к III—II векам до н. э. (Блаватский В. Д. Отчёт о раскопках Фанагории в 1936—1937 годах). Существование гимнасия свидетельствует, что фанагорийцы уже в то время большое внимание уделяли укреплению здоровья и поддержания физической формы у молодых людей.